# Господин Еко
Господин Еко (на английски: Mr. Eko) е герой от американския сериал „Изгубени“ на телевизия ABC. Ролята се изпълнява от Адеуале Акинуйе-Агбадже. Той е представен в епизода Adrift във втори сезон като един от оцелелите от опашката на самолета. Проблясъци в миналото показват, че той става лидер на партизанска банда, за да спаси брат си, докато още е живее в Нигерия. Той поема самоличността на брат си и става свещеник, слек като една контрабанда на наркотици се обърква и брат му е убит. Еко убива двамата партизани при самозащита, бива отлъчен и напуска Нигерия, за да стане свещеник в Австралия. След разследването на „фалшивото чудо“, при което момиче се връща към живота, след като се удавя в Австралия през 2004 г., Еко се качва на полет 815 на Океаник. Самолетът катастрофира и оставя него и неколцина оцелели на самотен остров. На 72-рия ден той вижда брат си и го преследва, докато не бива конфронтиран и убит от димното чудовище. В българския дублаж Еко се озвучава от Борис Чернев.